# Kamerunische Frauen-Handballnationalmannschaft
Die kamerunische Frauen-Handballnationalmannschaft vertritt Kamerun bei Länderspielen und internationalen Turnieren im Frauenhandball.

## Teilnahme an internationalen Turnieren
Kameruns erste Teilnahme an einer Afrikameisterschaft war das Turnier 1979, bei der man das Finale erreichte, das 17:21 gegen Kongo verloren ging. Acht Jahre später wurde Kamerun 1987 erneut Zweiter.
Bei der Afrikameisterschaft 2004 unterlag Kamerun wieder im Finale (gegen Angola), erreichte damit aber erstmals die Qualifikation zur Weltmeisterschaft. Bei der darauffolgenden Weltmeisterschaft 2005 verlor die Nationalmannschaft ihre fünf Vorrundenpartien und schied aus. Bei der Afrikameisterschaft 2016 erreichte Kamerun das Halbfinale, welches gegen Angola verloren wurde. Da Senegal im Turnierverlauf mit Doungou Camara eine nicht spielberechtigte Spielerin einsetzte, wurde Senegal nach dem Halbfinale disqualifiziert, hierdurch gewann Kamerun kampflos das Halbfinale und qualifizierte sich für die Weltmeisterschaft 2017. In der Vorrunde der Weltmeisterschaft spielte Kamerun unentschieden gegen China. Im darauffolgenden President’s Cup blieb Kamerun erfolglos, wodurch sie den 20. Platz belegten.

### Weltmeisterschaft
- Weltmeisterschaft 2005: 22. Platz (von 24 Teams)
- Weltmeisterschaft 2017: 20. Platz (von 24 Teams)
- Weltmeisterschaft 2021: 27. Platz (von 32 Teams)
Team: Noelle Mben (in 7 Spielen eingesetzt / 0 Tore erzielt), Gisele Nkolo (7/7), Yvette Yuoh (7/14), Apoline Abena (3/0), Claudia Eyenga (7/17), Adjani Ngouoko (7/10), Berthe Abianbakon (7/0), Jasmine Yotchoum (3/4), Anne Essam (7/22), Paola Ebanga Baboga (7/41), Marie Balana (7/1), Laeticia Ateba (7/28), Karichma Ekoh (4/27), Anne Mbouchou (7/7), Amelie Mvoua (3/1), Clarisse Madjoufang (3/3);[7] Trainer: Serge Christian Guebogo.
- Weltmeisterschaft 2023: 24. Platz (von 32 Teams)
Team: Anne Florette Mbouchou Mandop (5/1), Yolande Touba Byolo (6/6), Paola Ebanga Baboga (6/19), Brenda-Sherryl Attisso (4/4), Chantal Voulania (5/0), Sifan Kongnyuy (3/0), Laeticia Ateba (6/32), Issa Haoua (5/6), Pasma Vanessa Nchouaouognigni (6/8), Genie Lupin Feudjie Vengou (5/7), Sonia Nnomo (6/10), Noëlle Mben (6/1), Marie Balana (6/0), Vicky Nyamsi Pokop (6/8)[8]
Trainer: Bertin Njantou Tabeth

### Afrikameisterschaft
- Silber: 1979, 1987, 2004, 2021, 2022
- Bronze: 1983, 1985, 2016
- weitere Teilnahmen: 1996 (5. Platz), 1998 (4. Platz), 2000 (4. Platz), 2002 (5. Platz), 2006 (5. Platz), 2008 (7. Platz), 2010 (7. Platz), 2012 (5. Platz), 2014 (7. Platz), 2018 (4. Platz)[9], 2024 (7. Platz)

## Spielerinnen
Zu den bekannten Spielerinnen gehören Paola Ebanga Baboga und Karichma Ekoh.
Bei internationalen Wettbewerben setzten sich einige Spielerinnen ab und blieben im Ausland. Bei der Weltmeisterschaft 2021 in Spanien setzten sich vier Spielerinnen von der Mannschaft ab. Am 9. Dezember 2023 wurde berichtet, Bénédicte Manga Ambassa und Marianne Batamag hätten sich vor Beginn der Weltmeisterschaft 2023 aus dem Trainingslager von der Mannschaft abgesetzt.

### Kader Weltmeisterschaft 2023
Anne Florette Mbouchou Mandop (Tonnerre Kalara Club), Yolande Touba Byolo (Fondation André Nziko), Suzi Pascaline Ngo Nwaha (Fondation André Nziko), Stephanie Adibone (Force Armée Et De Police), Zixfiline Tematio Zebaze (Tonnerre Kalara Club), Claudia Eyenga (Afrika Sport), Paola Ebanga Baboga (HBC Celles-sur-Belle), Bénédicte Manga Ambassa (Cara), Brenda-Sherryl Attisso (Rueil AC handball), Chantal Voulania (Fondation André Nziko), Sifan Kongnyuy (Fondation André Nziko), Laeticia Ateba (Fondation André Nziko), Issa Haoua (Fondation André Nziko), Pasma Vanessa Nchouaouognigni (La Roche sur Yon Vendée Handball), Genie Lupin Feudjie Vengou (Tonnerre Kalara Club), Sonia Nnomo (Fondation André Nziko), Karichma Ekoh (Handball Erice), Noëlle Mben (Yenimahalle Belediyesi Spor Kulübü), Béatrice Mbah Mambeng (Tonnerre Kalara Club), Marie Balana (Force Armée Et De Police), Marianne Manuela Batamag (Fondation André Nziko), Vicky Nyamsi Pokop (Fondation André Nziko)